# Pamillia pilosella
Pamillia pilosella är en insektsart som beskrevs av Knight 1925. Pamillia pilosella ingår i släktet Pamillia och familjen ängsskinnbaggar. Inga underarter finns listade i Catalogue of Life.